# Chram (król)

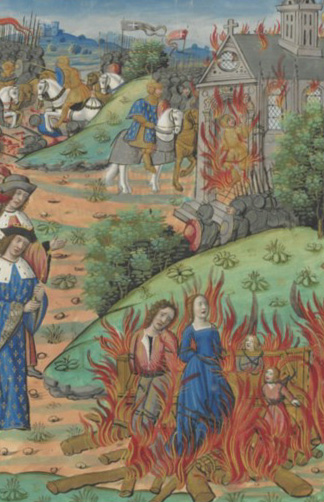
Śmierć Chráma. Guillaume Crétin, Chroniques Françaises. Po 1515, Rouen, Francja. Francuska Biblioteka Narodowa

Chrám lub Chramn (fr: Chramn lub Chramne) (zm. 561) – syn Chlotara I i jego piątej małżonki (lub konkubiny) Chunsiny.
Chram był uczestnikiem buntu przeciw własnemu ojcu, królowi Franków.  Po jednej z tych rebelii, uciekł z żoną Chaldą i dziećmi do  Canao, władcy Bretanii. Chlotar walczył z Chanao i własnym synem, jego armia zwyciężyła, a książę Bretanii został zabity. 
Chram został pojmany podczas przygotowań do ucieczki drogą morską. Chlotar I rozkazał spalić syna na stosie, ale Chram i jego rodzina zostali uduszeni i spaleni we własnym domu. Chlotar I zmarł w tym samym roku.